# Hematèmesi
L'hematèmesi, en medicina, fa referència al vòmit amb sang procedent del tracte gastrointestinal superior (el tros abans del lligament de Treitz), per contra, l'hemorràgia digestiva baixa es localitza per sota d'aquest lligament i sol provocar melenes o rectorràgies. L'hematèmesi i la melena són dues de les formes de presentació de l'hemorràgia digestiva alta. El dèbit pot ser de sang fresca o bé més fosca, anomenada en pòsit de cafè. Al vòmit també hi poden haver restes alimentàries.

## Etiologia
L'hematèmesi pot desencadenar-se quan es produeix algun sagnat a l'esòfag, l'estómac o el duodè.
Algunes d'aquestes causes són: epistaxi (hemorràgia nasal, provocant una falsa hematèmesi), varius esofàgiques (degudes a una hipertensió portal), úlcera pèptica, càncer d'esòfag, càncer d'estómac, trastorns de coagulació, la síndrome de Mallory-Weiss (sagnat d'una lesió al càrdies provocada pel vòmit), gastritis (sovint amb relació a la presa d'antiinflamatoris).
Les úlceres són una de les causes més freqüents amb un 35%-50% dels casos. La diverticulitis es representa com a causa amb un 17%-40% aproximadament.

## Signes i símptomes

Aparell digestiu on es pot observar l'esòfag, estómac i intestins

La clínica (signes i símptomes) dependrà de:
1. La gravetat del sagnat, que si és important pot dur a un xoc hipovolèmic i la mort.
2. La causa del sagnat. Així amb una úlcera pèptica tindrà associats símptomes com epigastràlgia o pirosi.

## Diagnòstic
Quan una persona presenta vòmits amb sang cal anar a l'hospital per fer una ràpida avaluació i exploració. La pèrdua de sang pot comportar a situacions mèdiques urgents. Per arribar al diagnòstic cal fer una bona anamnesi, exploració física i proves complementàries.
Primerament, cal valorar la gravetat de l'hemorràgia, amb la presa de la tensió arterial, la freqüència cardíaca i unes anàlisis de sang per valorar nivells d'hematòcrit, hemoglobina i altres paràmetres essencials. L'anamnesi podrà orientar sobre la possible causa.
Per intentar diagnosticar la causa sovint caldrà fer una endoscòpia (una esofagogastroduodenoscòpia, completa o no), entre d'altres.

## Tractament
L'objectiu principal del tractament de l'hematèmesi és acabar amb el sagnat i evitar el deteriorament que dugui al xoc hipovolèmic. Així doncs, cal tractar la situació d'urgència. Caldrà tranquil·litzar la persona i informar-lo, se li prohibirà la ingesta. Si el pacient arriba en estat greu caldrà estabilitzar-lo abans de tractar la causa adjacent.
Es col·locarà una via endovenosa per la qual s'administrarà, en funció de la gravetat de l'hemorràgia: sèrum salí o sèrum glucosalí, i una transfusió sanguínia; per així mantenir la tensió arterial a paràmetres normals. Es prescriuen antiàcids i poden ser necessaris anticoagulants.
Si amb l'endoscòpia es detecta un sagnat actiu es procurarà de realitzar l'hemostàsia (lligant el vas que sagna).